# La Figuretta
La Figuretta is een plaats (frazione) in de Italiaanse gemeente San Giuliano Terme.